# 埃斯滕塞镇
埃斯滕塞镇（義大利語：Villa Estense）是意大利威尼托大区帕多瓦省的一个市镇。总面积16.01平方公里，人口2344人，人口密度146.4人/平方公里（2009年）。国家统计（ISTAT）代码为028102。